# Wilbur Higby
Wilbur Higby (Meridian, 21 agosto 1867 – Hollywood, 1º dicembre 1934) è stato un attore statunitense.
Appare in oltre 70 film del periodo compreso tra il 1914 ed il 1934.

## Filmografia parziale
- The Master Key, regia di Robert Z. Leonard (1914)
- At the Stroke of the Angelus (1915)
- The Kinship of Courage (1915)
- Hoodoo Ann, regia di Lloyd Ingraham (1916)
- Richard the Lion-Hearted, regia di Chester Withey (1923)
- Lights of Old Broadway, regia di Monta Bell (1925)